# North Esk (rzeka na Tasmanii)
North Esk (ang. North Esk River) – rzeka na Tasmanii o długości 97 km, jeden z dopływów rzeki Tamar. Przepływa przez miasto Launceston. Woda z North Esk używana jest do produkcji piwa przez browar Boag's Brewery.